# Perlodes intricatus
Perlodes intricatus és una espècie de plecòpter pertanyent a la família dels perlòdids present a Àustria, Bòsnia, Txèquia, França, Montenegro, Rússia, Polònia, Suïssa, Ucraïna, els territoris de l'antiga República Federal Socialista de Iugoslàvia, Alemanya, Bulgària, Itàlia, Romania, Eslovàquia i Espanya, incloent-hi els Alps.
En el seu estadi immadur és aquàtic i viu a l'aigua dolça, mentre que com a adult és terrestre i volador.